# Michaḯl Tómbros
Michaḯl Tómbros ou Michális Tómbros (en grec moderne : Μιχάλης Τόμπρος), né le 12 novembre 1889 à Athènes et mort le 28 mai 1974 à Kórthi sur l'île d'Andros, dans les Cyclades, était un sculpteur grec. Fils d'un sculpteur marbrier, il a fait ses premiers pas dans la sculpture en travaillant le marbre.
Tout en poursuivant ses études, il a travaillé pour un marbrier.
D'abord sculpteur classique, Tombros a très vite rejoint l'avant-garde après un deuxième séjour à Paris où il a étudié à l'Académie Julian. Sculpteur reconnu, professeur à partir de 1938 à l'école des beaux-arts d'Athènes, dans le deuxième atelier de sculpture où il a notamment eu comme élève Philolaos et Ioánna Spitéri-Veropoúlou. Une grande partie de ses œuvres est présentée au musée d'art contemporain Goulandrís d'Andros dans les Cyclades, qui avait été conçu au départ uniquement pour lui.
Il a été reçu à l'Académie d'Athènes à partir de 1968 en tant que membre de l'Académie.

## Vie et œuvre
Issu d'une famille de sculpteurs de marbre, l'artiste a fait ses premiers essais dans un matériau qu'il utilise très souvent par la suite. Tombros a étudié la sculpture et le dessin à l'école des beaux-arts d'Athènes de 1903 à 1909, tout en travaillant pour un marbrier. Diplômé, il reçut une bourse qui lui permit en 1914 de se rendre à Paris où il étudia à l'Académie Julian avec Henri Bouchard (sculpteur) et Paul Landowski.
De retour à Athènes en 1919, il donna des cours comme professeur assistant jusqu'en 1925, avant de séjourner à Paris jusqu'en 1928. Il revint quatre fois dans la capitale française à partir de cette date, en particulier pour l'Exposition universelle de 1937 où il présenta l'une de ses œuvres d'avant-garde et obtint un prix. Cette année marqua un tournant dans son style qui devint résolument d'avant-garde.
En 1939, il participa au concours pour la statue équestre de Geórgios Karaïskákis. Sélectionné en même temps que Georges Zongolopoulos, il obtint le premier prix, Zongopoulos le deuxième.
En 1938, il fut nommé professeur titulaire au deuxième atelier de sculpture de l'école des beaux-arts d'Athènes où il enseigna jusqu'en 1960, devenant même directeur de l'institution en 1957. Il fut admis à l'Académie d'Athènes en 1968.

## Expositions
Ses œuvres ont été exposées à plusieurs reprises, notamment à la Biennale de Venise en 1934, 1938 et 1956, ainsi qu'à la Biennale de São Paulo en 1955. En 1972, une rétrospective de ses œuvres a été présentée par l'Union Hellénoaméricaine, une association culturelle créée en 1957 à Athènes à laquelle participe également l'Institut français.